# John Spencer Stanhope

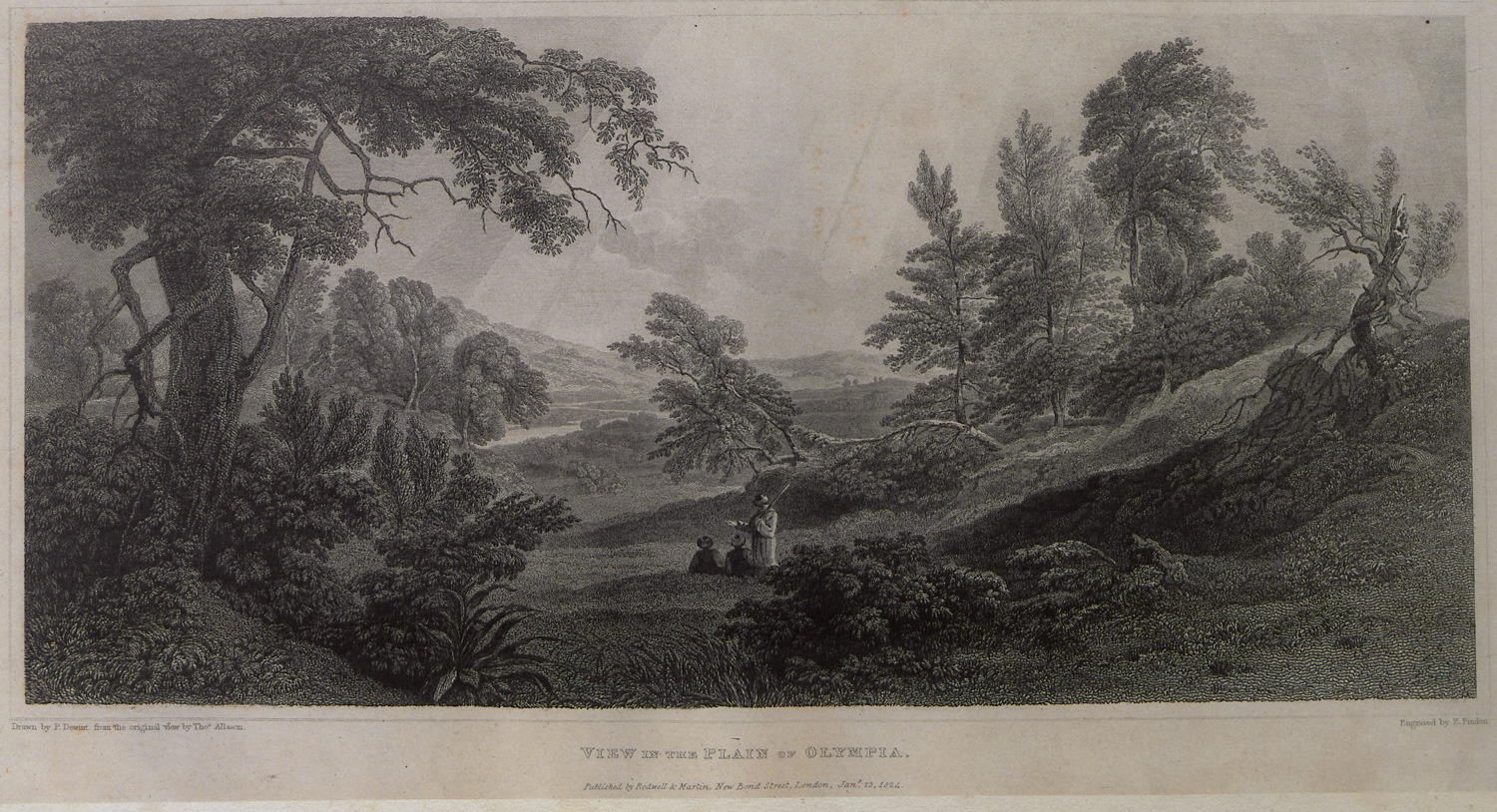

John Spencer Stanhope (1787-1873) est un propriétaire terrien et antiquaire anglais.

## Biographie
Fils de Walter Spencer-Stanhope, il est né le 27 mai 1787. Il s'inscrit à Christ Church, Oxford en 1804. Vers 1807, il est à Édimbourg et rejoint la Speculative Society .
Spencer Stanhope, après avoir voyagé, passe les années 1810 à 1813 en tant que prisonnier de guerre français des Français. Il est détenu pendant deux ans à Verdun, autorisé à visiter Paris, puis remis en liberté. Il voyage avec Thomas Allason en Grèce. Sur la base des recherches effectuées là-bas, il publie Topographie illustrative de la bataille de Platées en 1817 . En 1816, il ajoute aux marbres d'Elgin du British Museum un morceau de la frise du Parthénon qu'il a achetée en Grèce .
Avec un domaine également à Horsforth, Spencer Stanhope réside à Cannon Hall, dans le Yorkshire. Il meurt le 8 novembre 1873. Il est membre de la Royal Society (FRS) et de la Society of Antiquaries of London.

## Famille
Stanhope épouse en 1822 Elizabeth Wilhelmina Coke, fille de Thomas William Coke, 1er comte de Leicester. Ils ont deux fils, Walter Spencer-Stanhope (1827-1911) et John Roddam Spencer Stanhope et quatre filles. Anna Wilhelmina épouse l'avocat Percival Pickering et est la mère d'AMW Stirling et de Percival Spencer Umfreville Pickering. Eliza Anne épouse Richard St John Tyrwhitt. Anne Alicia et Louisa Elizabeth restent célibataires.